# NGC 7381
NGC 7381 (również PGC 69828) – galaktyka spiralna (Scd), znajdująca się w gwiazdozbiorze Wodnika. Odkrył ją Francis Leavenworth 9 października 1885 roku.